# Oravský Podzámok
Oravský Podzámok és un poble i municipi d'Eslovàquia que es troba a la regió de Žilina, al centre-nord del país.

## Demografia
| Godina             | 1994 | 2004   | 2014   | 2024   |
| ------------------ | ---- | ------ | ------ | ------ |
| Nombre de persones | 1275 | 1319   | 1318   | 1354   |
| Diferència         |      | +3,45% | −0,07% | +2,73% |

| Godina             | 2023 | 2024   |
| ------------------ | ---- | ------ |
| Nombre de persones | 1344 | 1354   |
| Diferència         |      | +0,74% |

## Turisme
Hi ha una petita estació d'esquí prop de la vila, que compta fins i tot amb un telecadira de 4 places modern construït per la societat POMA.

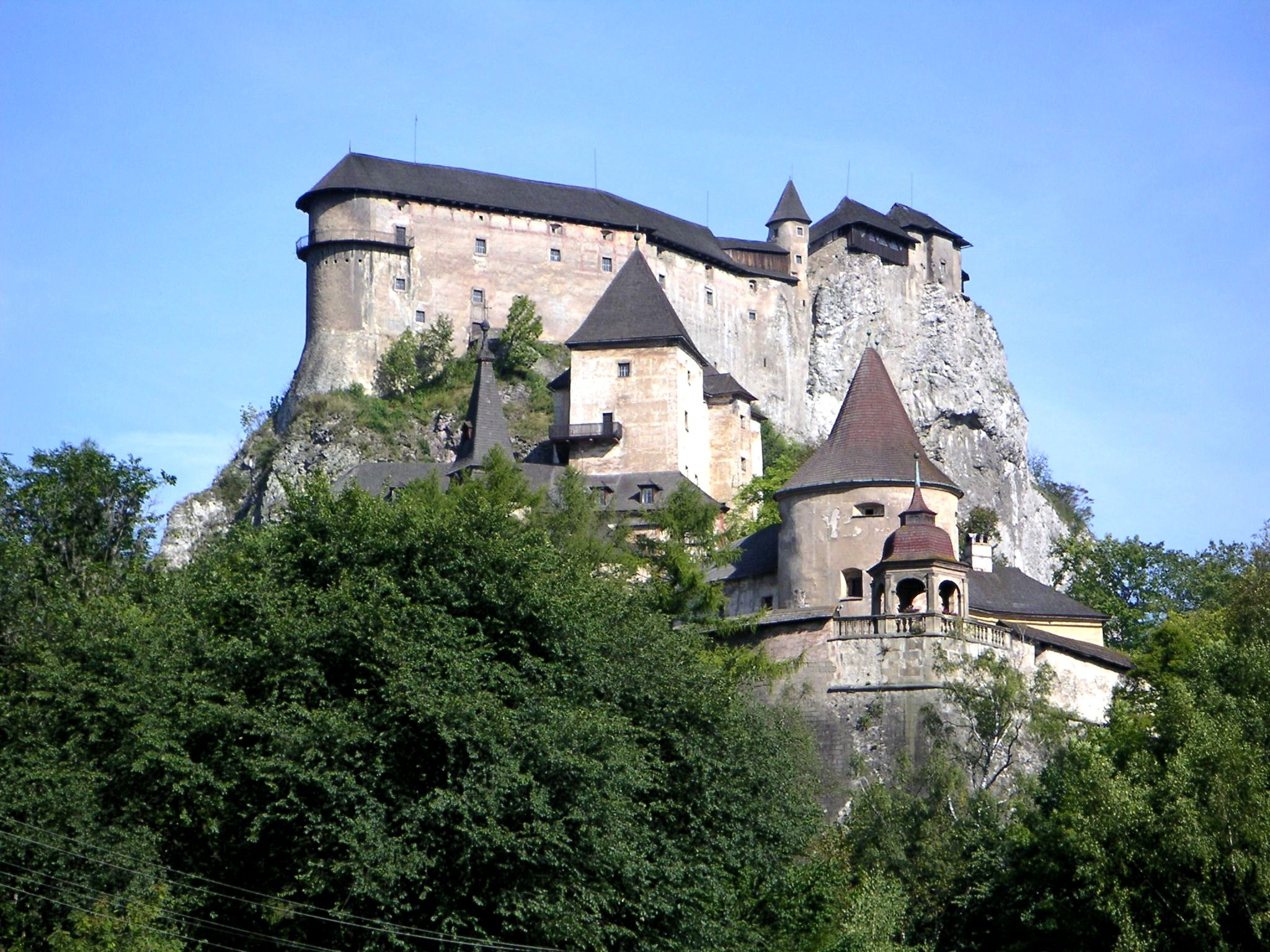
Castell d'Orava

## Cultura

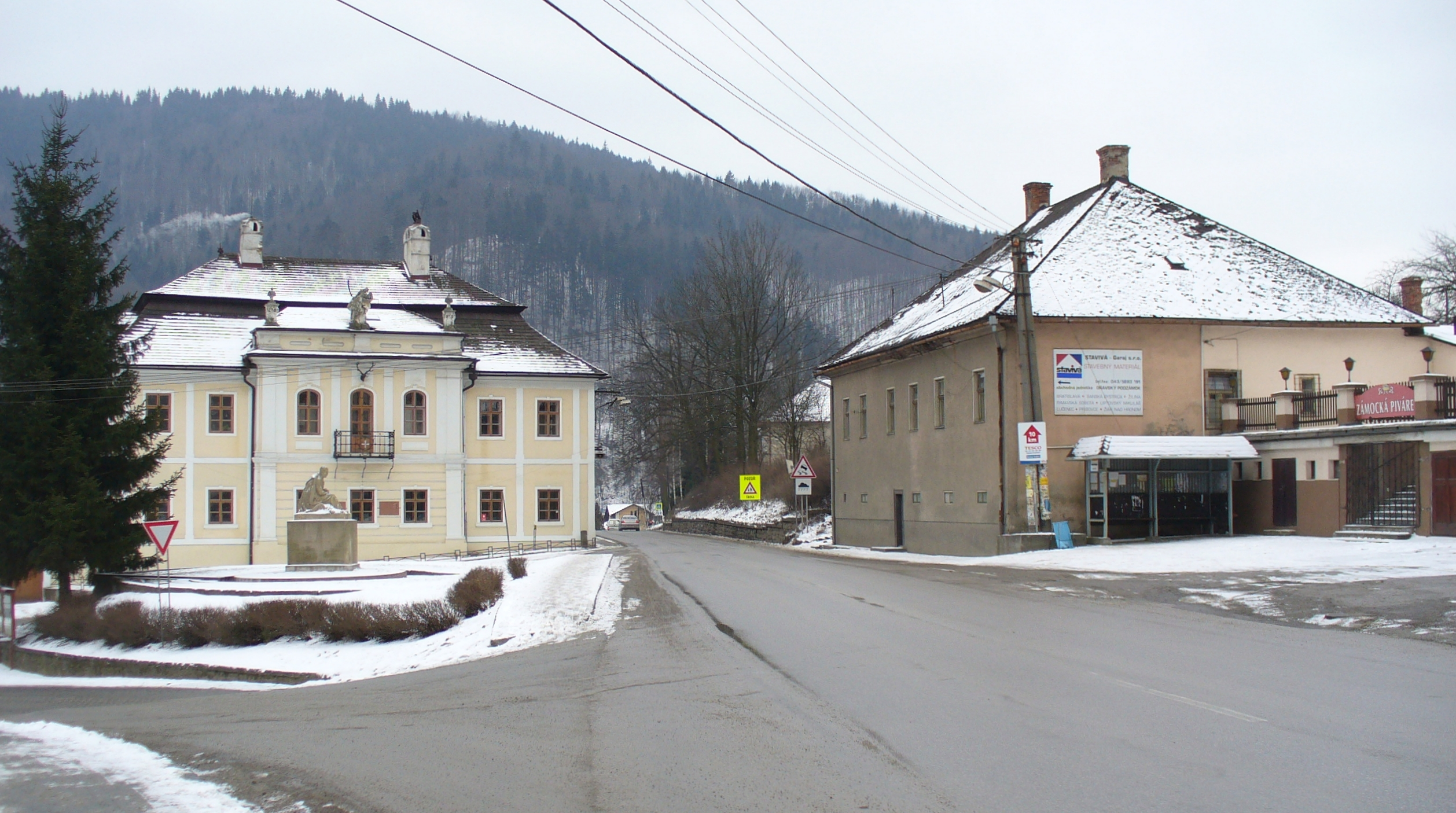
Centre d'Oravský Podzámok.

El 1921 el castell d'Orava fou el decorat per a la filmació de Nosferatu, de Friedrich Wilhelm Murnau, una de les pel·lícules més famoses del cinema mut.
1. 1 2  «Počet obyvateľov podľa pohlavia - obce (ročne) [om7101rr_obce=AREAS_SK]».   Statistical Office of the Slovak Republic, 31-03-2025. [Consulta: 31 març 2025].